# Mila Mulroney
Milica "Mila" Mulroney (cirílico serbio: М“лица”"Мила" Пивнички; de soltera Pivnički; nacida el 13 de julio de 1953) es la viuda del decimoctavo primer ministro de Canadá, Brian Mulroney. Destacó por asumir un papel más importante durante el mandato de su marido que las primeras damas anteriores, por su trabajo para organizaciones benéficas para niños y por las críticas a sus hábitos de gasto generoso.

## Primeros años de vida
Mulroney nació Milica Pivnički de padres ortodoxos serbios sr y Bogdanka (de soltera Ilić) en Sarajevo, PR Bosnia-Herzegovina, FPR Yugoslavia. Sus primeros años los pasó en la ciudad de Sarajevo donde su padre ejercía la medicina. En 1956, el Dr. Pivnički obtuvo una beca de investigación en el Instituto de Psiquiatría Allan Memorial en Montreal. Mientras su esposa embarazada, Bogdanka, esperaba para reunirse con él, ella se mudó con el joven Milica de regreso a su ciudad natal de Novi Bečej, Serbia. Finalmente, dos años más tarde, en 1958, ella y sus dos hijos (Milica, de cinco años, y Jovan, de un año) emigraron a Canadá y se reunieron con Dimitrije en Montreal. Mila, la hija mayor, estudió ingeniería en la Universidad de Concordia, pero no se graduó.
A los 19 años se casó con Brian Mulroney, entonces un abogado de 34 años, el 26 de mayo de 1973. Ambos estaban involucrados con los Conservadores Progresistas (PC) en Westmount. Tienen una hija, Caroline, y tres hijos, Ben, Mark y Nicolas. Su hijo menor, Nicolas, nació mientras la familia vivía en 24 Sussex Drive.

## Durante el mandato de Brian Mulroney
Mila supuso un cambio radical con respecto a las esposas de los recientes primeros ministros: las feministas Maureen McTeer y Margaret Trudeau. Como ama de casa, atrajo enormemente a ese grupo demográfico, especialmente en sus respuestas a las críticas de feministas prominentes (incluidos, en 1987, comentarios de Sheila Copps).[cita requerida] Muchos botones de campaña de PC presentaban tanto el rostro de Mulroney como el de ella, y el primer ministro de Ontario , Bill Davis, le comentó a Brian: “Mila te dará más votos que tú mismo”.
Asumió un papel más importante que el de las esposas de muchos primeros ministros mientras Mulroney estaba en el cargo al hacer campaña para varias organizaciones benéficas para niños. Su papel, que algunos afirmaron que era intentar convertirse en una "primera dama”, fue criticado (especialmente cuando contrató una oficina personal y personal y por la redecoración de la residencia del primer ministro). Sus compras se convirtieron en tema de prensa sensacionalista, y algunos en la prensa la apodaron “Imelda” por su amor por los zapatos (tenía más de 100 pares). En su libro On the Take, Stevie Cameron acusó a Mila de intentar vender sus muebles viejos al gobierno por mucho más de su valor.[cita requerida]

## Después del mandato de Brian Mulroney
Mila Mulroney es una antigua celebridad patrocinadora de la Fundación Canadiense de Fibrosis Quística y fue directora de Astral. En 2019, Ivica Dačić (Caballero de la Orden del Pacifismo Diplomático de San Sava) la nombró caballero en Serbia.